# Самський сільський округ
Са́мський сільський округ (каз. Сам ауылдық округі, рос. Самский сельский округ) — адміністративна одиниця у складі Бейнеуського району Мангистауської області Казахстану. Адміністративний центр — село Сам.
Населення — 701 особа (2021; 716 у 2009, 650 у 1999, 953 у 1989).
Станом на 1989 рік існували Джангільдінська сільська рада (села Джангельдіно, Ногайти, Туруш) та Сингирлауська сільська рада (села Кзил-Аскер, Сарша, Сингирлау). 1993 року село Кизиласкер (колишнє село Кзил-Аскер) утворило окремий Самський сільський округ, села Ногайти та Туриш — окремий Туриський сільський округ. 2016 року до складу Самського сільського округу була включена територія ліквідованого Ногайтинського сільського округу.

## Склад
До складу округу входять такі населені пункти:
| Населений пункт | Колишні назви          | Населення, осіб (1989) | Населення, осіб (1999) | Населення, осіб (2009) | Населення, осіб (2021) |
| --------------- | ---------------------- | ---------------------- | ---------------------- | ---------------------- | ---------------------- |
| Ногайти, село   | -                      | 488                    | 199                    | 266                    | 175                    |
| Сам, село       | Кзил-Аскер, Кизиласкер | 465                    | 451                    | 450                    | 526                    |